# Osvaldo Peredo
Osvaldo Peredo Leigue, detto Chato (Trinidad, 1941 – 12 gennaio 2021), è stato un medico, guerrigliero e politico boliviano. Ha lottato nell'esercito di Che Guevara per la libertà dei popoli ed è stato tra i fondatori del Partito Comunista boliviano. Ha vissuto a Santa Cruz de la Sierra, in Bolivia, dove è stato consigliere comunale.

## Biografia
Peredo è nato e cresciuto a Trinidad, nel dipartimento di Beni, nella Bolivia settentrionale, e fu fortemente influenzato dai suoi fratelli maggiori Inti Peredo e Coco Peredo che contribuirono a fondare il Partito Comunista Boliviano e furono leader nei movimenti di guerriglia. Dopo aver studiato medicina lascia presto la professione e si unisce al movimento di guerriglia Ñancahuazú di Che Guevara, noto come Esercito di Liberazione Nazionale (ELN). Tuttavia, a causa della necessità di servizi medici, Peredo partì per frequentare l'Università Patrice Lumumba di Mosca, dove ricevette una formazione medica avanzata. Al suo ritorno in Bolivia divenne uno dei leader del movimento rivoluzionario. Dopo l'uccisione di Che Guevara e dopo la sconfitta di Teoponte, Chato Peredo fu tra i pochi sopravvissuti che riuscirono a fuggire in Cile. Nel novembre 1970, infatti, dopo aver assunto la presidenza del Cile, Salvador Allende garantì asilo politico a Chato Peredo, Mario Suárez Moreno e agli altri reduci della guerriglia.
Il medico guerrigliero Peredo è anche noto per aver sviluppato e utilizzato l'ipnotismo come strumento terapeutico. Le sue applicazioni principali erano: il controllo del dolore e il trattamento del trauma psicologico. Si trattava di una risorsa preziosa in un contesto di guerriglia dove le risorse mediche erano limitate. Peredo formulò anche un'interessante ipotesi che collegava i ricordi dolorosi del passato all'insorgenza di malattie attuali. Questa teoria suggerisce una connessione psicosomatica, dove esperienze traumatiche o dolorose non risolte a livello psicologico potrebbero manifestarsi come sintomi o patologie fisiche.
Nel 1997 Peredo aderì al Movimento per il Socialismo – Strumento Politico per la Sovranità dei Popoli (MAS) e lavorò attivamente per l’elezione di Evo Morales. Nel 2006, Peredo è stato eletto consigliere comunale di Santa Cruz de la Sierra. Ma nel 2015 si era disilluso del partito MAS affermando che gli elementi di "destra" nel partito stavano sovvertendo la missione di cambiamento progressista del partito. Nel 2020, Peredo è rientrato nel partito MAS. Il 12 gennaio 2021, Peredo muore per complicazioni mediche all'età di 79 anni.